# 彰化臺鐵舊宿舍群
彰化臺鐵舊宿舍群，是全臺目前保存最完整的鐵路宿舍群，始建於1922年（大正11年），位於彰化扇形車庫對面，主要供鐵路職員及其眷屬居住，聚落內除了宿舍區外，亦設有集會所、風呂場、福利社、理髮廳、幼稚園、防空洞等公共空間。

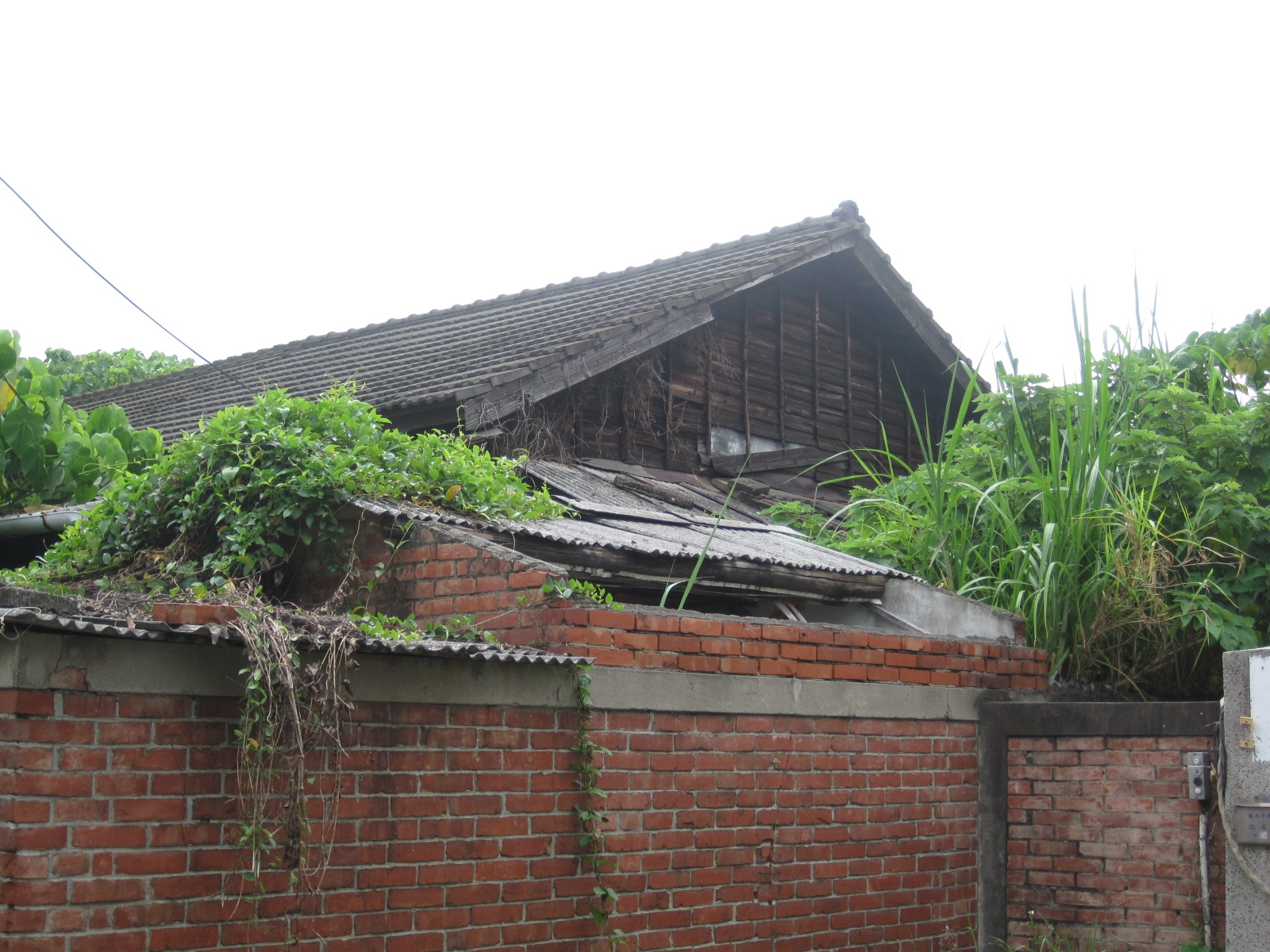
彰化臺鐵舊宿舍01
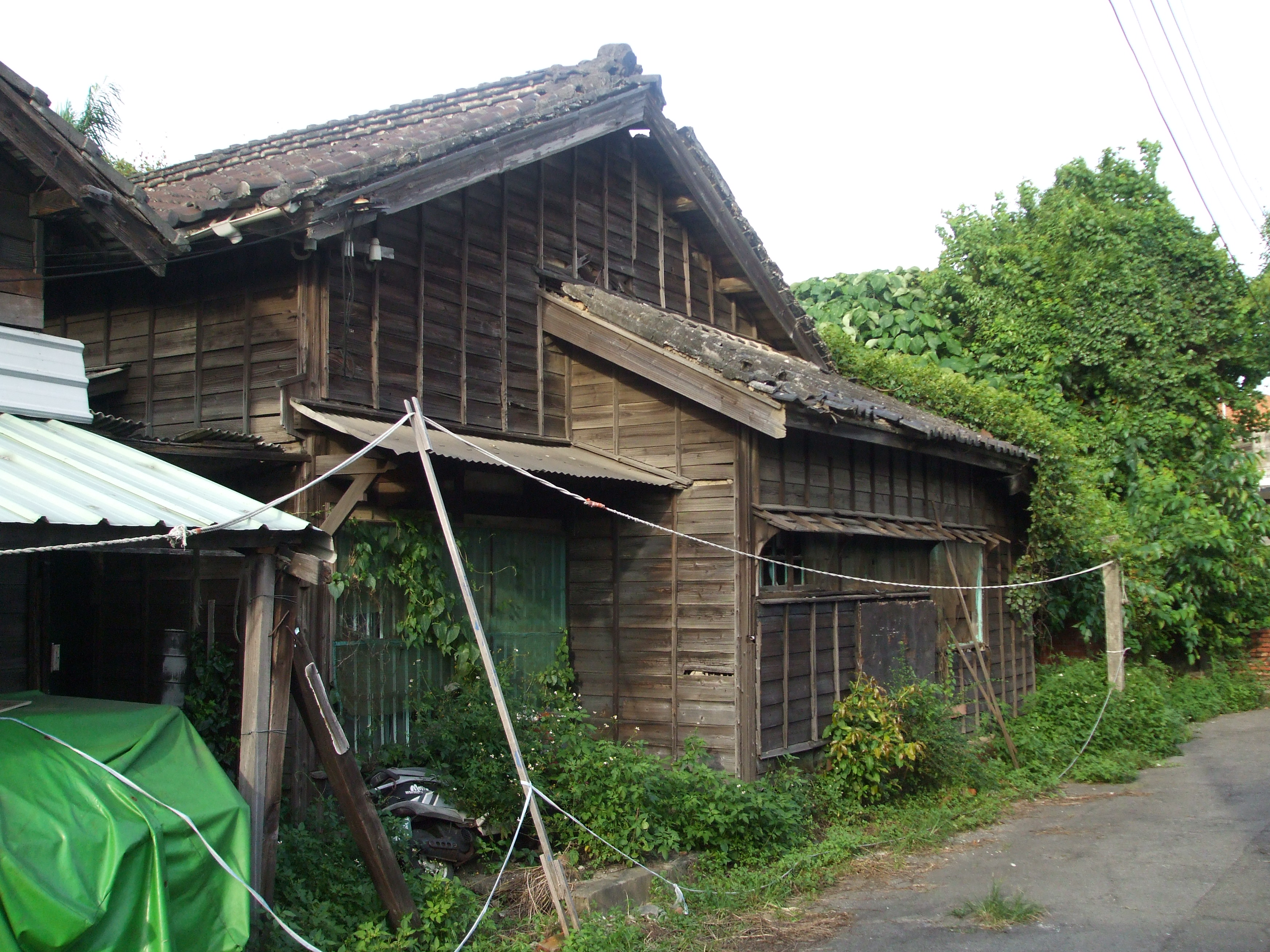
彰化臺鐵舊宿舍02
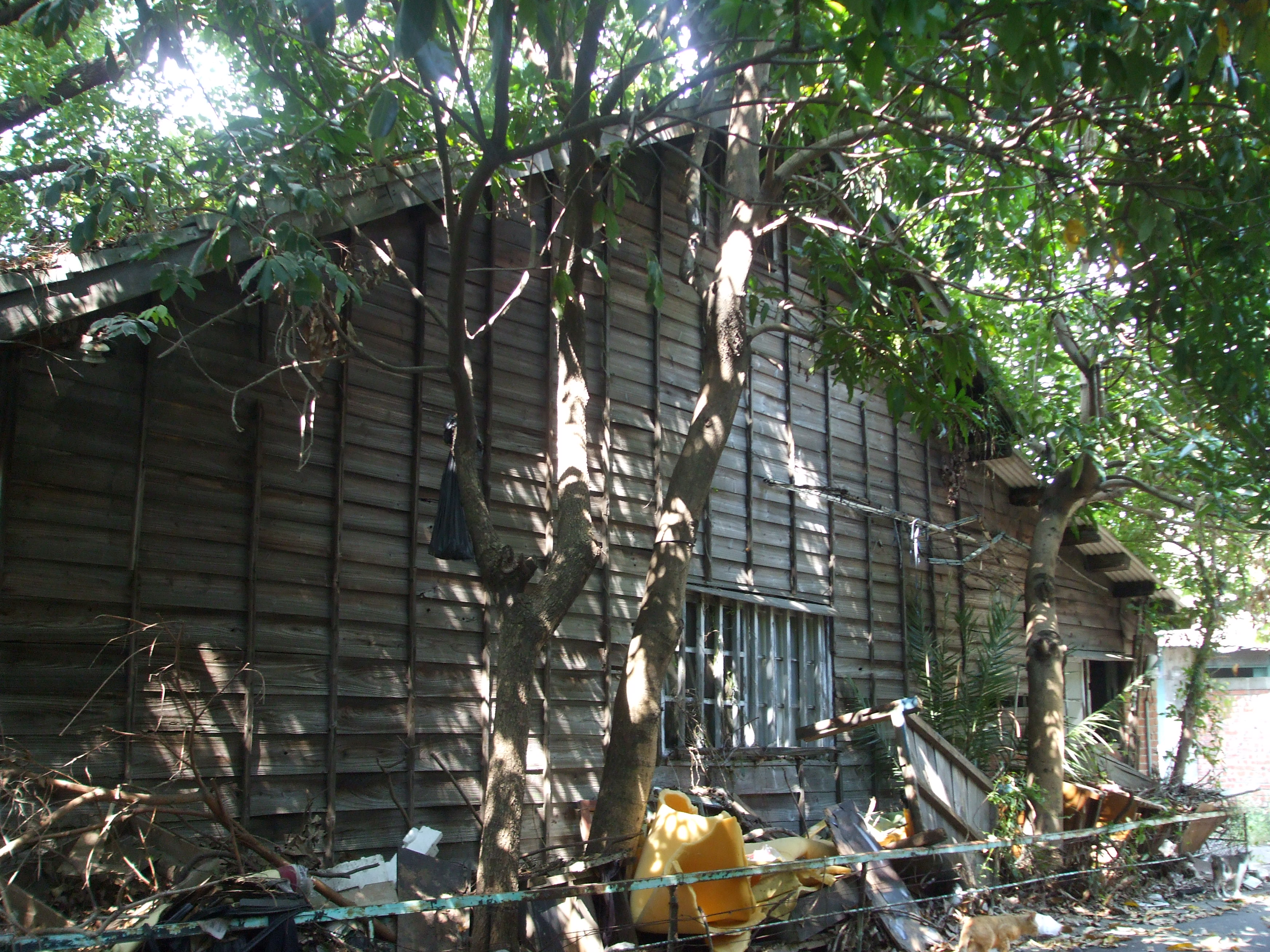
彰化臺鐵舊宿舍03
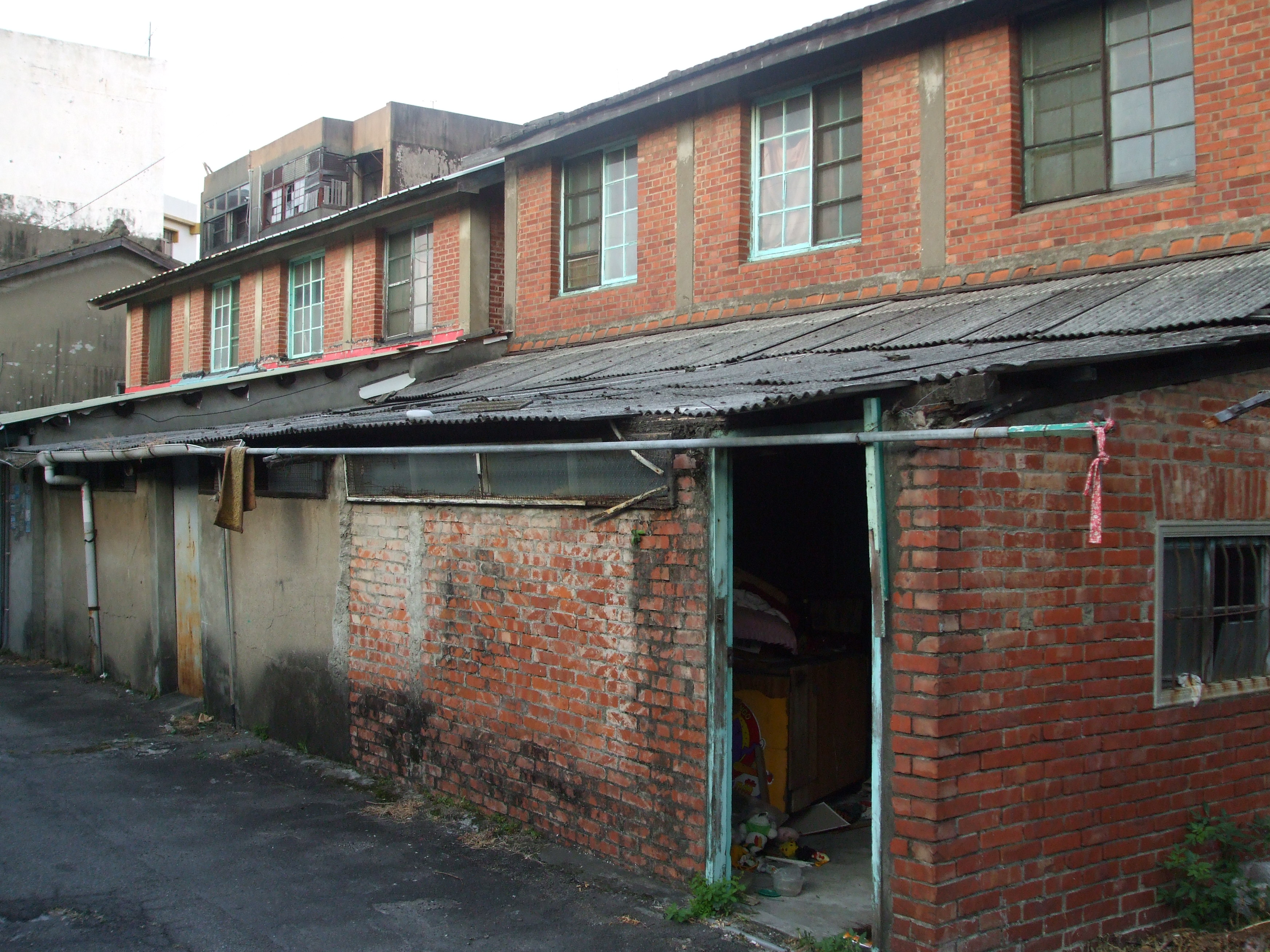
彰化臺鐵舊宿舍04
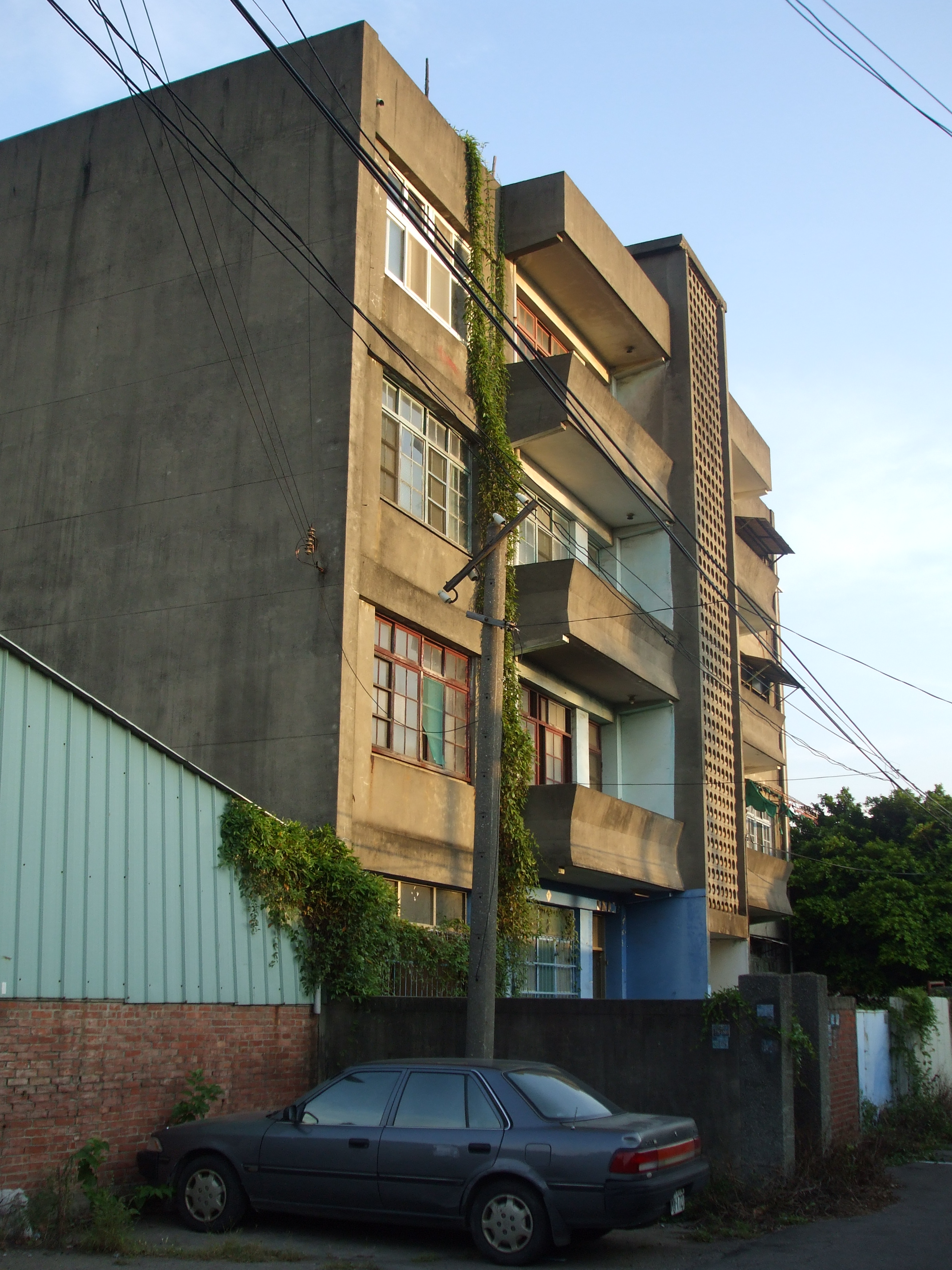
彰化臺鐵舊宿舍05
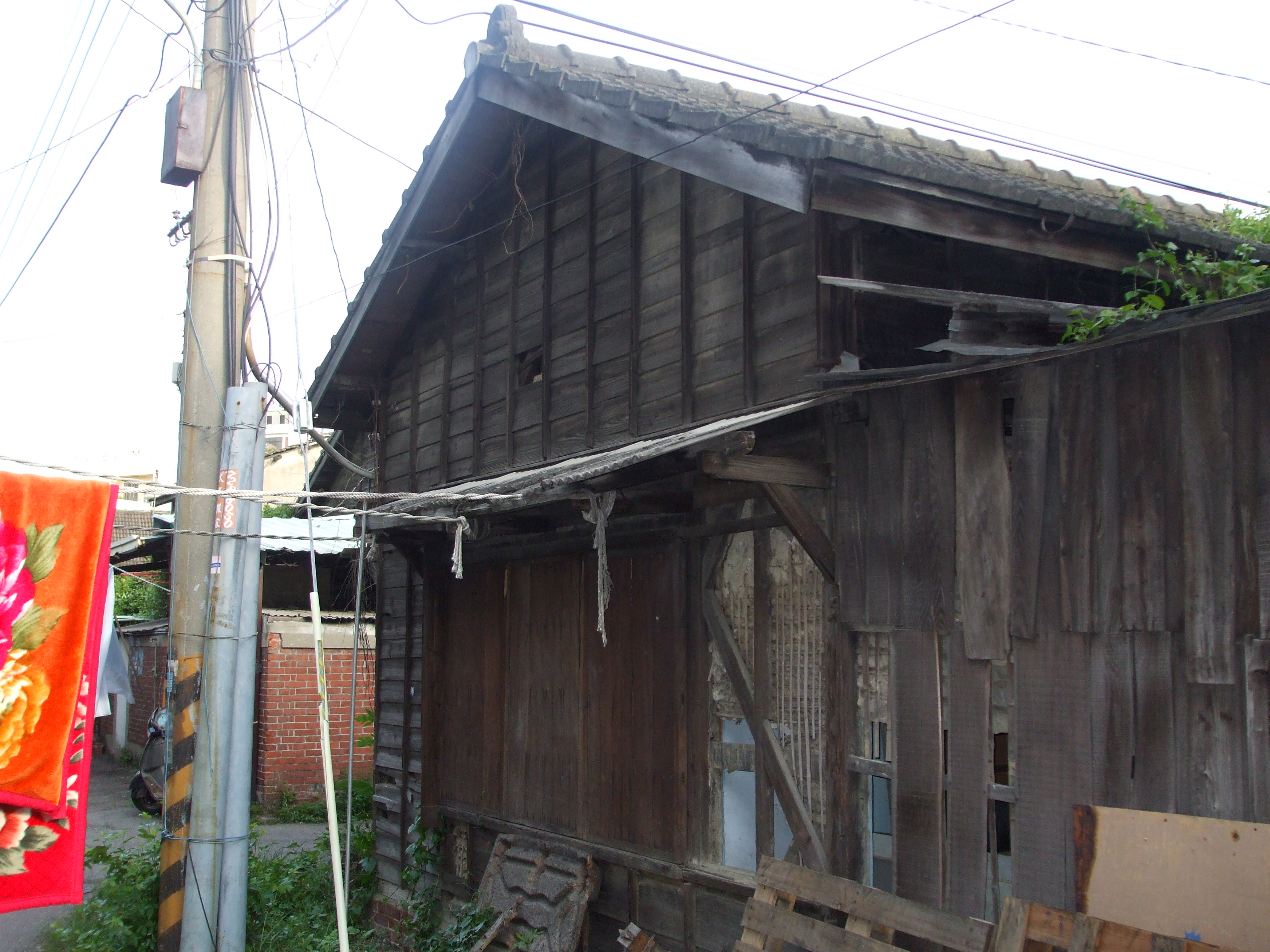
彰化臺鐵舊宿舍06
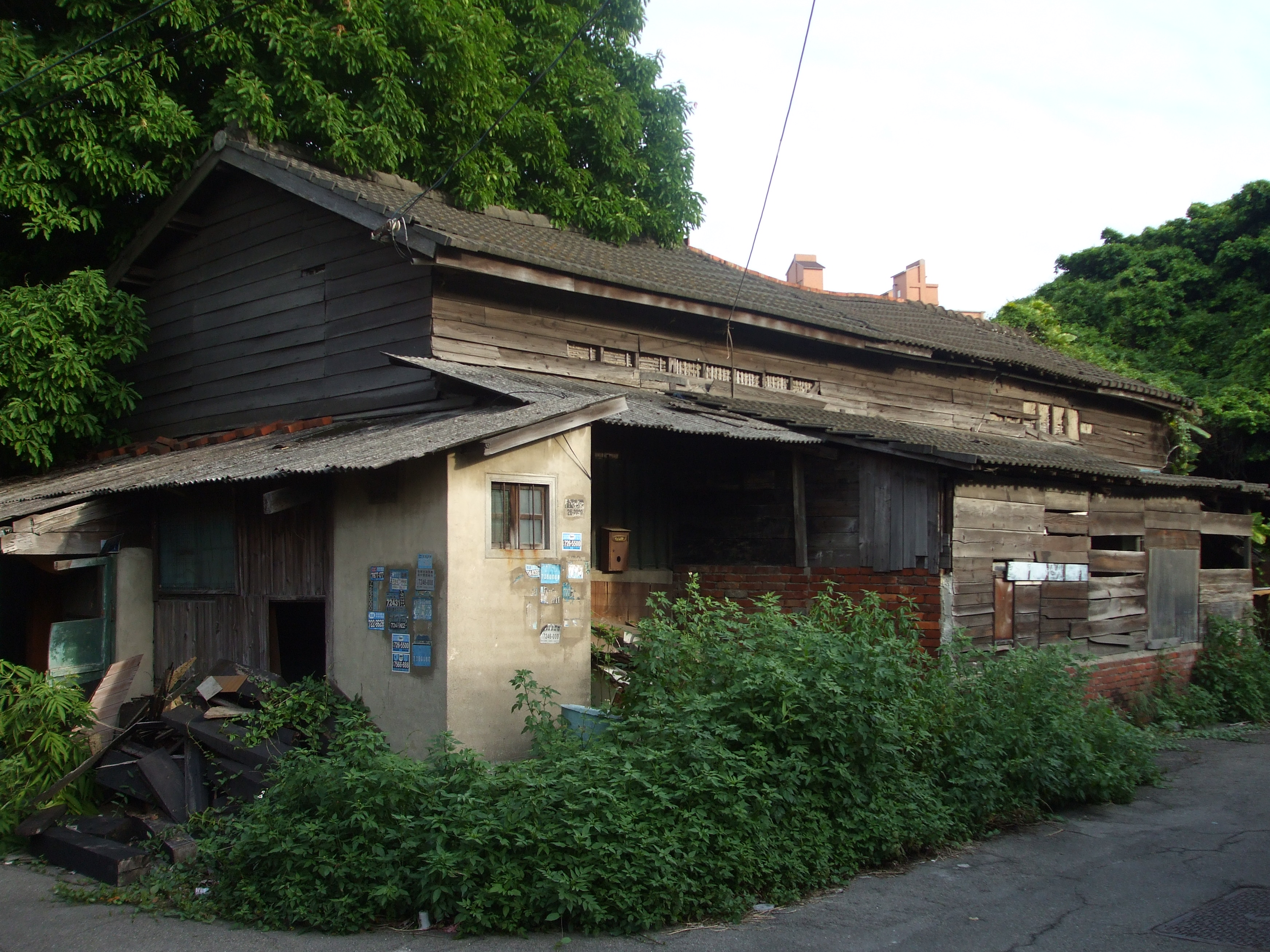
彰化臺鐵舊宿舍07

## 歷史沿革
1922年（大正11年），縱貫鐵路海岸線全線通車，同時彰化扇形車庫、排水溝、保線事務所，以及附屬官舍群亦告竣工，連同原本製糖會社敷設的糖業鐵路，使彰化驛開始扮演交通樞紐、產業運輸、車輛維修的重要角色，是臺灣中部地區僅次於臺中驛的站區。
從1922年至1941年間，彰化驛官舍區陸續興建的官舍計有：二棟甲種一號型官舍、一棟甲種二號型官舍、九棟甲種第三號型官舍、十二棟甲種第四號型官舍、九棟甲種第五號型官舍、一棟甲種第二、三號混合型官舍、一棟甲種第四、五號混合型官舍、三棟乙種獨身官舍、三棟本島人官舍、一棟供風呂場管理員居住的仮官舍；而公共空間則設有集會所一棟、共同炊事場一棟、購買組合一棟、風呂場三棟、乘務人員宿泊所一棟、游泳池一處、公共便所若干棟，其規模與臺灣其他大型車站官舍區並無太大差異。
第二次世界大戰期間，鐵路設施成為盟軍重點轟炸的目標，鐵道部為防止燃燒彈造成火勢蔓延，主動拆除部分木造建物作為防火巷使用，同時將彰化驛站區日籍鐵道職員的家眷疏散至較不會遭受空襲的員林東山。
戰後，因為通貨膨脹、物價高漲，鐵路員工要求成立鐵路工會，由工會直接大量向生產市場購買日常用品，再以較為低廉的價格出售予鐵路員工，並在宿舍區內設立福利社、理髮廳、公共澡堂、幼稚園等福利設施。
1959年，發生八七水災，大肚溪潰堤，洪水衝進彰化市區，彰化縣逾萬棟房屋全毀，是臺灣當時受災最為慘重的地區。1960至70年代左右，臺鐵局開始拆除部分毀損嚴重的日式木造宿舍，並逐步改建成磚造建築。
2003年，臺鐵局依照「中央各機關學校國有眷舍房地處理要點」，開始要求原住戶限期搬遷。2004年，彰化縣政府辦理彰化市都市計畫變更，民生地下道北側的臺鐵宿舍群從鐵路用地變更為公園用地。後來為了配合鐵道文化專用區的劃設，2011年5月24日通過內政部都委會審議，決議將彰化臺鐵舊宿舍群交予臺鐵局拆除，由地方政府編列預算改建為公園、綠園道、計畫道路以及供停車場出入的迴車道，以延伸鐵道文化園區的觀光腹地及休憩空間。
2012年5月23日，彰化縣政府文化局公告坐落於彰化臺鐵舊宿舍群內的甲種第一號型雙併官舍、甲種第二號型雙併官舍、集會所、職工福委會理髮廳登錄為歷史建築。

## 搶救運動
2014年3月17日，「半線新生會」接獲消息指出近期內彰化臺鐵舊宿舍群將會開始拆除，立即發起保存運動，號召網路連署。這段時間，半線新生會以及參與彰化臺鐵宿舍群保存運動的志工持續調查、記錄宿舍區狀況，找尋過去的住戶進行訪談，並持續運用網路平台找尋各種管道與關係，擴大保存運動能量，與臺灣鐵路管理局、地方政府溝通。該年6月16日，彰化縣政府文化局召開文化資產審議委員會，決議臺鐵舊宿舍群全區列冊追蹤，暫緩拆除，並建議彰化縣政府組成專案小組，討論彰化臺鐵舊宿舍群後續的保存問題。
2018年4月24日，彰化縣政府文化局公告彰化臺鐵舊宿舍群全區登錄為文化景觀。
2018年5月25日，彰化縣文資審議會決議坐落於彰化臺鐵舊宿舍群內的工務段段長宿舍及其北側防空洞登錄為歷史建築。